# ザ・ボーイ -人形少年の館-
『ザ・ボーイ 〜人形少年の館〜』（原題:The Boy）は2016年に公開されたアメリカ合衆国のホラー映画である。監督はウィリアム・ブレント・ベル、主演はローレン・コーハンが務めた。

## 概略
イングランドの田園地帯。グレタ・エヴァンスはヒールシャー家にベビーシッターとして雇われ、彼らの邸宅にやって来た。彼らの子供（ブラームス）と対面した瞬間、グレタは仰天した。ブラームスは人形だったのである。一家は人形を人間の子供のように世話していたが、それは20年以上前にブラームスが亡くなったという事実に耐えきれないが故の行動であった。
一家はグレタにいくつかのルールを遵守するように求めたが、グレタは「相手は人形なのだからルールを破ってもバレない」と考え、しばしばルールを無視していた。ほどなくして、グレタの周辺で怪奇現象が発生するようになった。やがて、グレタはブラームス人形が生命を宿しているのではないかと思うようになった。

## キャスト
- ローレン・コーハン - グレタ・エヴァンズ（吹替：下山田綾華）
- ルパート・エヴァンス - マルコム（吹替：宮本充）
- ジム・ノートン - ミスター・ヒールシャー
- ダイアナ・ハードキャッスル - ミセス・ヒールシャー
- ベン・ロブソン - コール
- ジェット・クライン - ブラームス・ヒールシャー
  - ジェームズ・ラッセル - 大人になったブラームス・ヒールシャー
- リリー・ペイター - エミリー・クリブス

## 製作
2014年7月14日、ウィリアム・ブレント・ベル監督が新作映画『The Inhabitant』の製作に着手したとの報道があった。2015年1月、ローレン・コーハンが起用されると共に、本作のタイトルが『The Inhabitant』から『The Boy』に変更された。3月10日、本作の主要撮影がカナダのビクトリアで始まった。11日、ジム・ノートン、ジェームズ・ラッセル、ベン・ロブソン、ルパート・エヴァンス、ダイアナ・ハードキャッスルがキャスト入りした。

### 音楽
2015年11月3日、ベアー・マクレアリーが本作で使用される楽曲を手掛けることになったと報じられた。2016年1月22日、本作のサウンドトラックが発売された。

## 公開・マーケティング
2015年10月14日、本作のオフィシャル・トレイラーが公開された。
当初、本作は2016年2月5日に全米公開される予定だったが、後に公開日は同年1月22日に前倒しされることになった。

## 興行収入
本作は『フィフス・ウェイブ』及び『ダーティ・グランパ』と同じ週に封切られ、公開初週末に1122万ドル前後を稼ぎ出すと予想されていたが、その予想は的中した。2016年1月22日、本作は全米2671館で公開され、公開初週末に1077万ドルを稼ぎ出し、週末興行収入ランキング初登場5位となった。

## 評価
本作に対する批評家の評価は芳しいものではない。映画批評集積サイトのRotten Tomatoesには61件のレビューがあり、批評家支持率は30%、平均点は10点満点で4.41点となっている。サイト側による批評家の見解の要約は「『ザ・ボーイ 〜人形少年の館〜』は面白い作品になり得ただろうし、あらゆる恐怖を盛り込むこともできただろう。しかし、同作はプロットは凡庸な出来で、その中によくあるジャンプスケアを多数散りばめただけの作品に堕している。」となっている。また、Metacriticには10件のレビューがあり、加重平均値は42/100となっている。なお、本作のCinemaScoreはB-となっている。

## 続編
2018年10月23日、STXエンターテインメントは本作の続編を製作すると発表し、ベル監督の続投とケイティ・ホームズの出演が決まった。続編『ザ・ボーイ 〜残虐人形遊戯〜』は2020年2月21日に全米公開された。